# Fantasy-Jahr 1954
Übersicht

◄◄ | ◄ | 1950 | 1951 | 1952 | 1953 | Fantasy-Jahr 1954 | 1955 | 1956 | 1957 | 1958 | ► | ►►

Weitere Ereignisse

## Neuerscheinungen Literatur
| Deutscher Titel                                                                 | Deutschsprachiges Erscheinungsjahr | Originaltitel                                                            | Autor            | Anmerkungen |
| ------------------------------------------------------------------------------- | ---------------------------------- | ------------------------------------------------------------------------ | ---------------- | ----------- |
| Der Herr der Ringe – Die Gefährten                                              | 1969                               | The Fellowship of the Ring being the first part of The Lord of the Rings | J. R. R. Tolkien |             |
| Der Herr der Ringe – Die zwei Türme                                             | 1970                               | The Two Towers being the second part of The Lord of the Rings            | J. R. R. Tolkien |             |
| Der Ritt nach Narnia oder Das Pferd und sein Junge später: Der Ritt nach Narnia | 1982                               | The Horse and His Boy                                                    | C. S. Lewis      |             |

## Neuerscheinungen Filme
| Deutscher Titel           | Deutschsprachiges Erscheinungsjahr | Originaltitel          | Regie            | Anmerkungen |
| ------------------------- | ---------------------------------- | ---------------------- | ---------------- | ----------- |
| Die Fahrten des Odysseus  | 1955                               | Ulisse                 | Mario Camerini   |             |
|                           |                                    | Francis Joins the WACS | Arthur Lubin     |             |
| Geschlossene Gesellschaft | 2017                               | Huis clos              | Jacqueline Audry |             |
| Ein Inspektor kommt       | 1962                               | An Inspector Calls     | Guy Hamilton     |             |

## Geboren
- Emma Bull
- Guy Gavriel Kay
- Victor Milán († 2018)
- Tamora Pierce
- Melanie Rawn